# Benzododeciniumbromid
Benzododeciniumbromid (systematický název dimethyldodecylbenzylamoniumbromid) je kvartérní amoniová sloučenina používaná jako antiseptikum a dezinficiens (fenolový koeficient 20-30). Benzododeciniumbromid je velmi dobře rozpustný ve vodě, má vlastnosti kationového tenzidu.
Je účinný především proti grampozitivním mikrobům. V nižších koncentracích je účinek proti podmíněně gramnegativním mikroorganismům (Proteus, Preudomona, Clostridium tetani atd.) nejistý. Neúčinkuje proti Mycobacterium tuberculosis a sporám bakterií. Delším působením inaktivuje některé viry.
Benzododeciniumbromid je součástí antiseptických přípravků značky Ajatin, vyráběných v České republice. Místo bromidu lze benzododeciniový kation používat též jako chlorid nebo jinou sůl.